# منتخب إنجلترا تحت 20 سنة لاتحاد الرغبي
منتخب إنجلترا الوطني لاتحاد الرغبي تحت 20 سنة (بالإنجليزية: England national under-20 rugby union team)‏ هو ممثل المملكة المتحدة الرسمي في المنافسات الدولية في اتحاد الرغبي .

## وصلات خارجية
- الموقع الرسمي